# ان‌جی‌سی ۶۵۰۳
ان‌جی‌سی ۶۵۰۳ یک کهکشان مارپیچی کوتوله میدانی است که در لبه منطقه ای از فضا به نام محلی خالی واقع شده‌است. کهکشان کوتوله ۳۰۰۰۰ سال نوری طول دارد و تقریباً ۱۷ میلیون سال نوری در صورت فلکی اژدها قرار دارد. کهکشان مارپیچی به ویژه در مناطقی رنگارنگ است که می‌توان گازهای قرمز روشن را از طریق بازوهای مارپیچی آن پراکنده کرد. مناطق آبی روشن شامل ستاره‌هایی هستند که در حال شکل‌گیری هستند. مناطق گرد و غبار قهوه ای تیره در بازوها و مرکز کهکشان است.

## نگارخانه

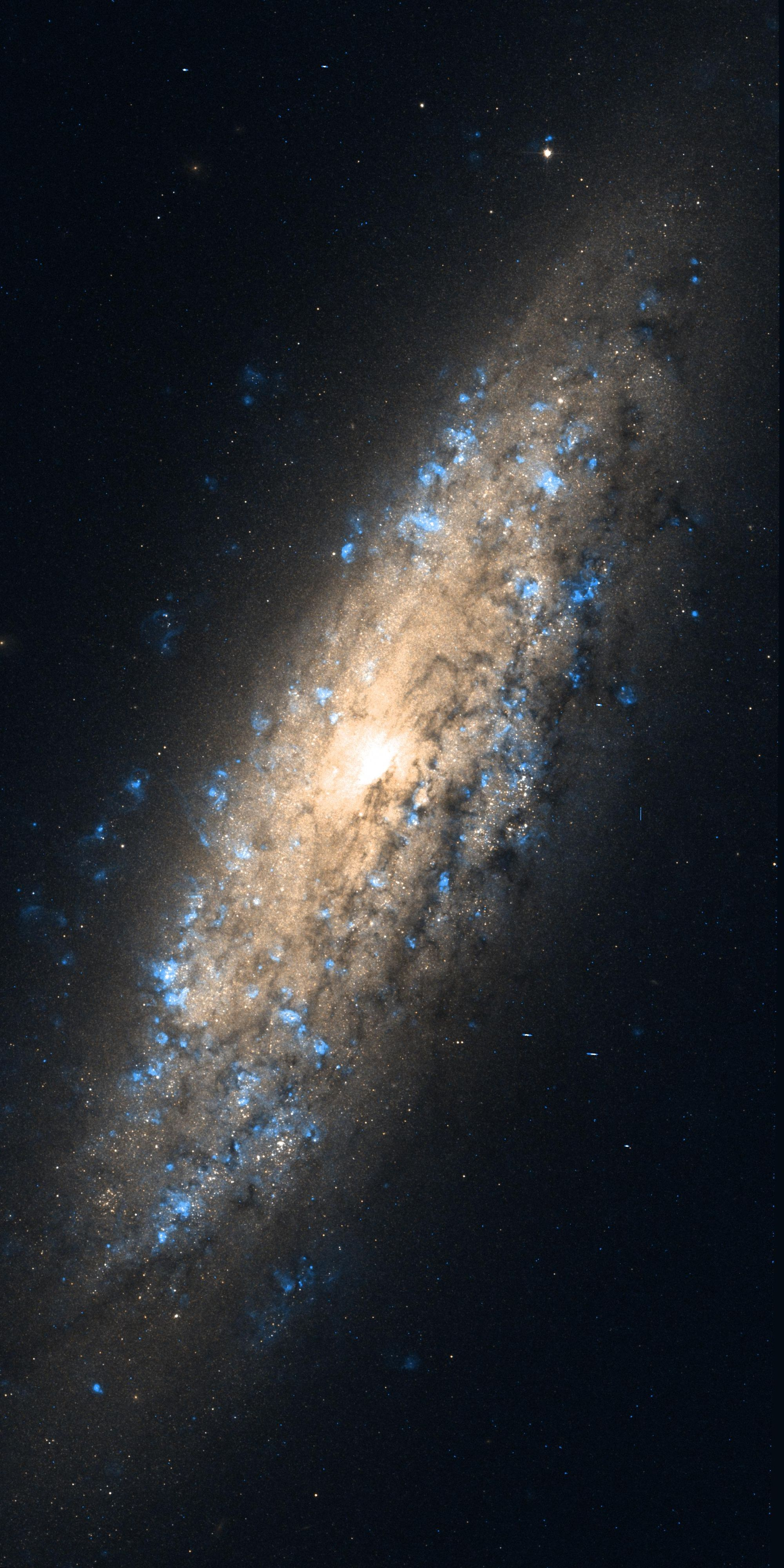
NGC 6503 توسط تلسکوپ فضایی هابل
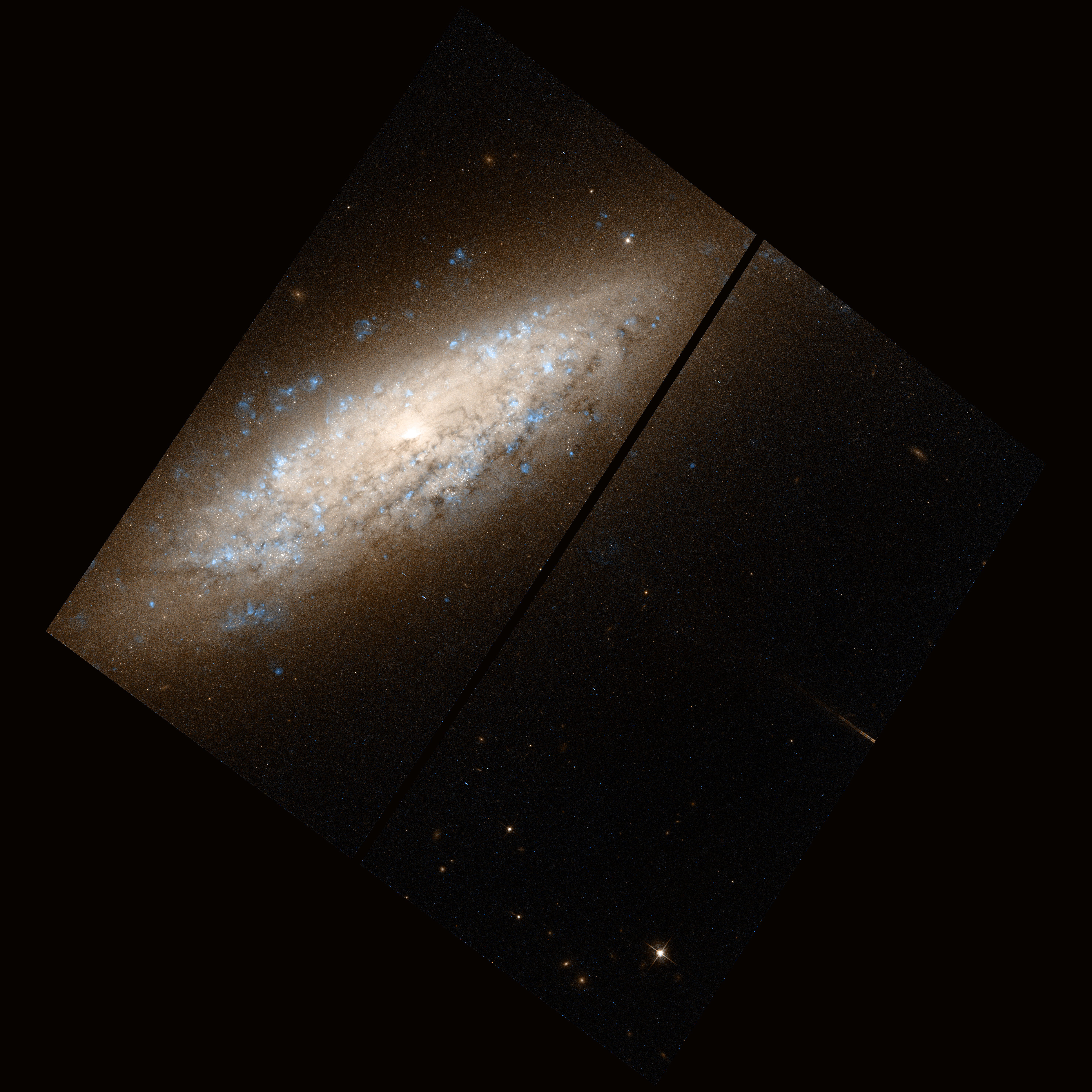
NGC 6503 ( HST )
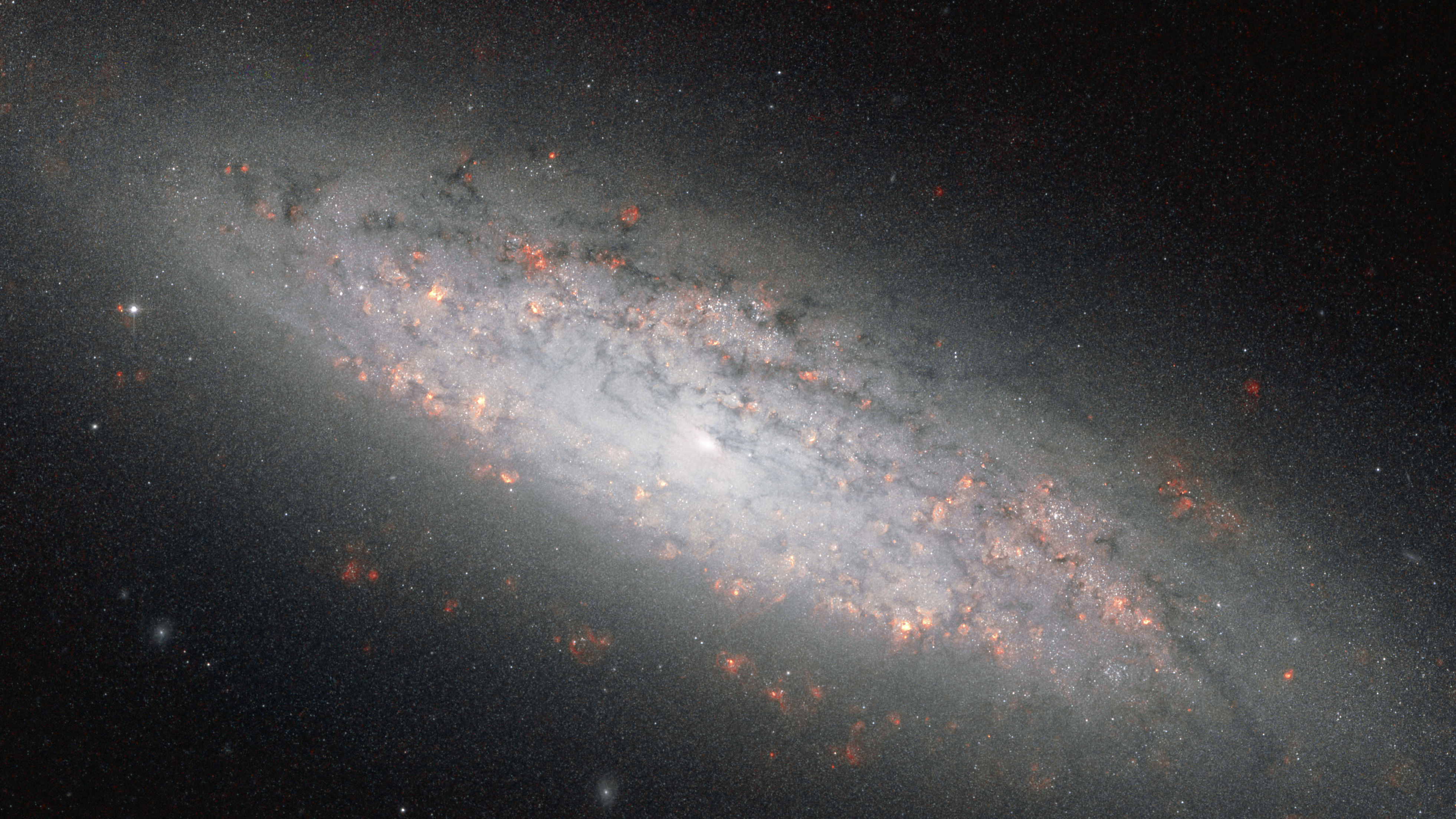
NGC 6503 از هابل .